# Patrimoniu cultural

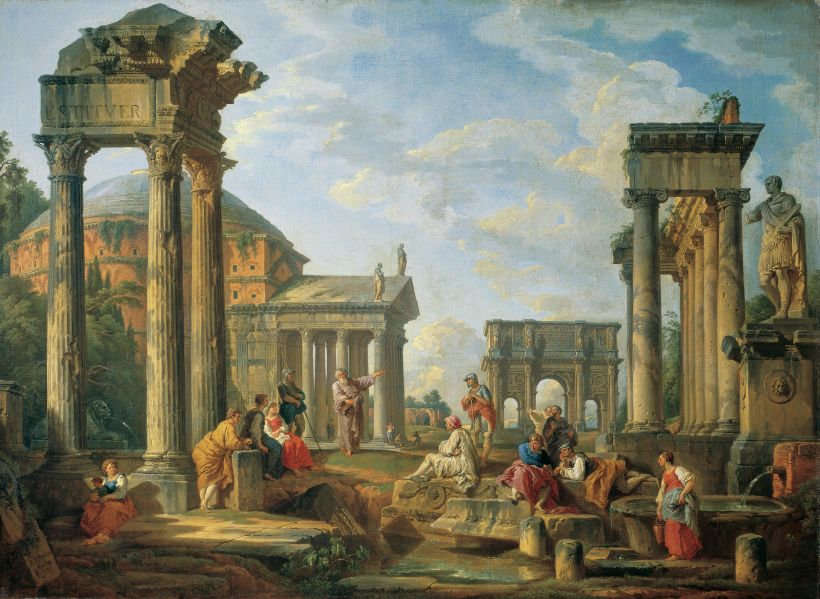
Ruine romane cu un profet, de Giovanni Pannini, 1751. Moștenirea culturală artistică a Imperiului Roman a servit ca fundație pentru cultura occidentală ulterioară, în special prin Renaștere și Neoclasicism (cum este exemplificat aici).

Patrimoniul cultural este moștenirea materială și imaterială a unui grup sau a unei societăți primită de la generațiile trecute. Nu toate elementele transmise de generațiile trecute sunt considerate „moștenire”; mai degrabă, patrimoniul este rezultatul unei selecții realizate de societate.Patrimoniul poate fi definit și ca „O metaforă a ființei noastre culturale.”
Patrimoniul cultural include cultura materială (clădiri, monumente, peisaje, materiale de arhivă, cărți, opere de artă și artefacte), cultura imaterială (folclorul, tradițiile, limba și cunoștințele) și moștenirea naturală (inclusiv peisaje semnificative din punct de vedere cultural și biodiversitatea). Termenul este adesea folosit în probleme legate de protecția proprietății intelectuale indigene.
Acțiunea deliberată de păstrare a moștenirii culturale din prezent pentru viitor este cunoscută sub numele de prezervare (engleză americană) sau conservare (engleză britanică), promovată de muzeele etnice și centrele culturale și istorice, deși acești termeni pot căpăta sensuri mai specifice sau tehnice. Patrimoniul păstrat a devenit o ancoră a industriei turistice globale, un factor de importanță majoră pentru economia comunităților locale.
Protecția juridică a bunurilor culturale se bazează pe un ansamblu de acorduri internaționale și reglementări naționale. Națiunile Unite, UNESCO și Blue Shield International se ocupă de protecția patrimoniului cultural. Protecția este oferită și de forțele ONU de menținere a păcii.

## Tipuri de patrimoniu cultural

### Bunurile și proprietățile culturale
Bunurile și proprietățile culturale se referă la moștenirea culturală fizică sau „materială”, precum operele de artă. În general, acestea includ bunuri de patrimoniu mobil și de patrimoniu imobil. Patrimoniul imobil cuprinde clădiri (care pot include elemente de artă instalată, precum orgi, vitralii sau fresce), instalații industriale de mari dimensiuni, proiecte rezidențiale și alte locuri sau monumente istorice. Bunurile mobile includ cărți, documente, opere de artă transportabile, mașini, îmbrăcăminte și alte artefacte considerate demne de conservare pentru generațiile viitoare. Aceste obiecte sunt valoroase datorită semnificației lor pentru arheologia, arhitectura, știința sau tehnologia unei anumite culturi.
Aspectele și disciplinele legate de păstrarea și conservarea culturii materiale includ:
- Muzeologie
- Arhivistică
- Conservare (moștenire culturală)
  - Conservarea artei
  - Conservarea arheologică
  - Conservare arhitecturală
  - Conservarea cinematografică
  - Păstrarea înregistrărilor fonografice
- Conservarea digitală

### Cultura intangibilă

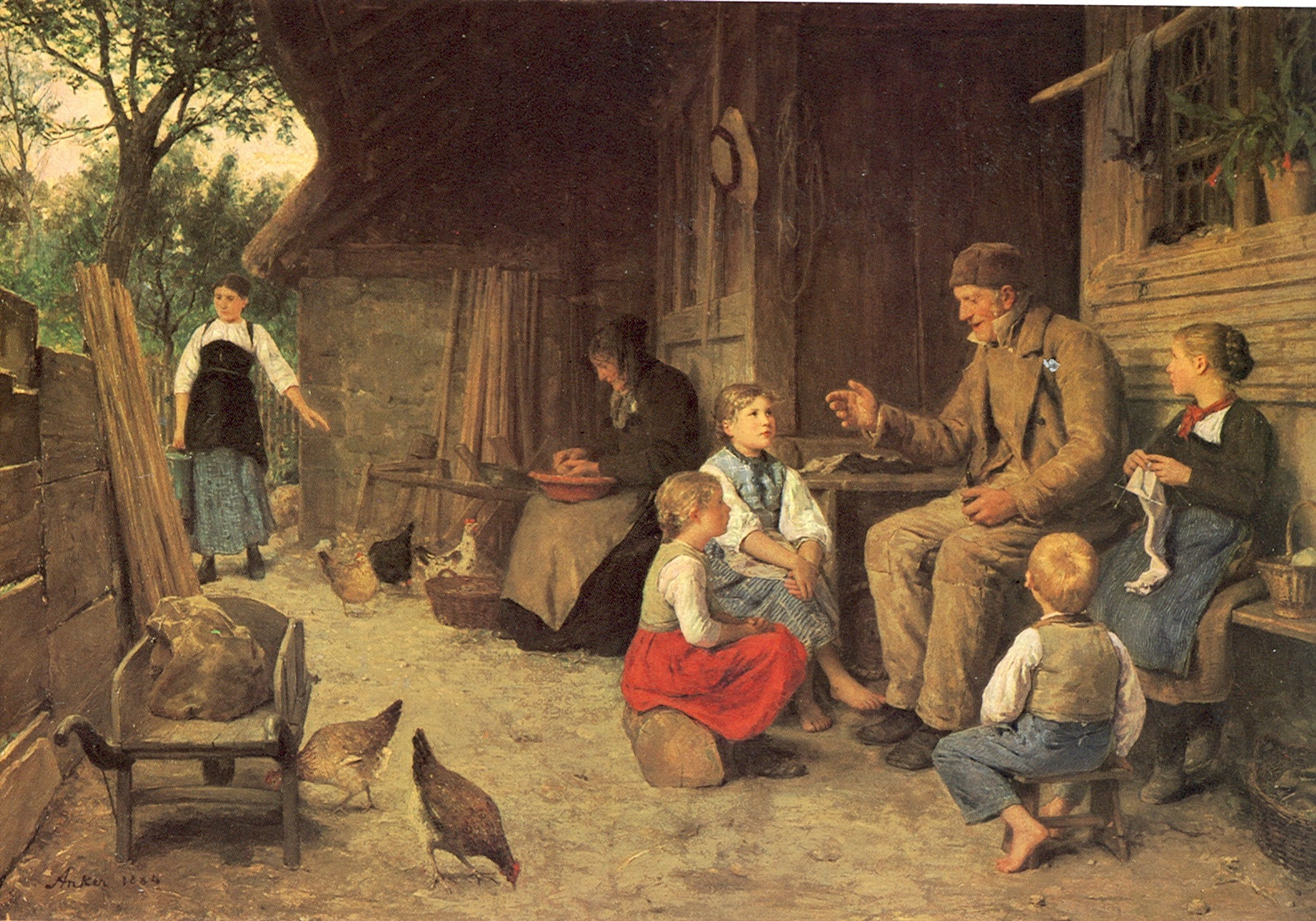
Bunicul spune o poveste, de Albert Anker, c. 1884.

„Moștenirea culturală imaterială” se referă la aspectele necorporale ale unei culturi, de obicei perpetuate prin obiceiuri sociale specifice unei anumite perioade istorice. Acest concept cuprinde tiparele de comportament dintr-o societate și regulile, adesea formale, care guvernează funcționarea într-un context cultural specific. Acestea includ valorile și tradițiile sociale, obiceiurile și practicile, credințele estetice și spirituale, expresia artistică, limbajul și alte aspecte ale activității umane. Semnificația artefactelor fizice poate fi înțeleasă ca un act influențat de valorile socioeconomice, politice, etnice, religioase și filozofice ale unui anumit grup de oameni. Totuși, patrimoniul cultural imaterial este mult mai dificil de conservat comparativ cu obiectele fizice. 
Aspectele păstrării și conservării intangibilelor culturale includ:
- folclor
- istoria orală
- conservarea limbajului

### Patrimoniul natural
„ Moștenirea naturală ” este, de asemenea, o parte importantă a patrimoniului unei societăți, cuprinzând mediul rural și mediul natural, inclusiv flora și fauna, cunoscute științific sub numele de biodiversitate, precum și elemente geologice (inclusiv mineralogice, geomorfologice, paleontologice etc.), cunoscute științific. ca geodiversitate. Aceste tipuri de situri de patrimoniu servesc adesea ca o componentă importantă în industria turistică a unei țări, atrăgând mulți vizitatori din străinătate, precum și local. Patrimoniul poate include și peisaje culturale, adică trăsături naturale care încorporează sau reflectă atribute culturale.
Aspectele păstrării și conservării patrimoniului natural includ:
- Conservarea raselor rare
- Speciilor vegetale de patrimoniu

### Moștenirea digitală
Moștenirea digitală constă în materiale bazate pe tehnologie, precum texte, baze de date, imagini, sunete și software, care sunt conservate pentru a fi accesibile generațiilor viitoare. Moștenirea digitală include obiecte fizice, cum ar fi documente care au fost digitalizate pentru păstrare și artefacte care sunt „născute digitale”, adică create inițial digital și nu au formă fizică.

## Protejarea patrimoniului cultural

### Istorie
Au existat exemple de respect pentru bunurile culturale ale inamicilor din cele mai vechi timpuri. Rădăcinile situației legale de astăzi pentru protecția precisă a patrimoniului cultural se află și în unele dintre reglementările domnitorului Austriei Maria Tereza (1717 - 1780) și cererile Congresului de la Viena (1814/15) de a nu îndepărta operele de artă din locul lor de origine în război. Codul Lieber din 1863, un cod juridic militar care guvernează conduita în timp de război a Armatei Uniunii stabilea, de asemenea, reguli pentru protecția patrimoniului cultural. Procesul a continuat la sfârșitul secolului al XIX-lea, când, în 1874, la Bruxelles, s-a convenit cel puțin un proiect de acord internațional referitor la legile și obiceiurile războiului..25 de ani mai târziu, în 1899, a avut loc o conferință internațională de pace în Țările de Jos, la inițiativa țarului Nicolae al II-lea al Rusiei, cu scopul de a revizui declarația (care nu a fost niciodată ratificată) și de a adopta o convenție. Convențiile de la Haga din 1899 și 1907 au avansat în mod semnificativ dreptul internațional și au stabilit principiul imunității bunurilor culturale. Trei decenii mai târziu, în 1935, a fost redactat preambulul Tratatului privind protecția instituțiilor artistice și științifice. ( Pactul Roerich ). La inițiativa UNESCO, în 1954 a fost semnată Convenția de la Haga pentru protecția proprietăților culturale în caz de conflict armat. 
Protecția patrimoniului cultural sau protecția bunurilor culturale se referă la toate măsurile care vizează protejarea proprietății culturale împotriva daunelor, distrugerii, furtului, delapidarii sau alte pierderi. Termenul „protecția monumentelor” este folosit și pentru bunurile culturale imobile. Protecția patrimoniului cultural se referă în special la prevenirea săpăturilor de tâlhărie în siturile arheologice, a jefuirii sau distrugerii siturilor culturale și a furtului de opere de artă din biserici și muzee din întreaga lume și, în principal, măsuri privind conservarea și accesul general la patrimoniu cultural comun. Protecția juridică a patrimoniului cultural cuprinde o serie de acorduri internaționale și legi naționale.
Există un parteneriat strâns între ONU, menținerea păcii ONU, UNESCO, Comitetul Internațional al Crucii Roșii și Blue Shield International. 

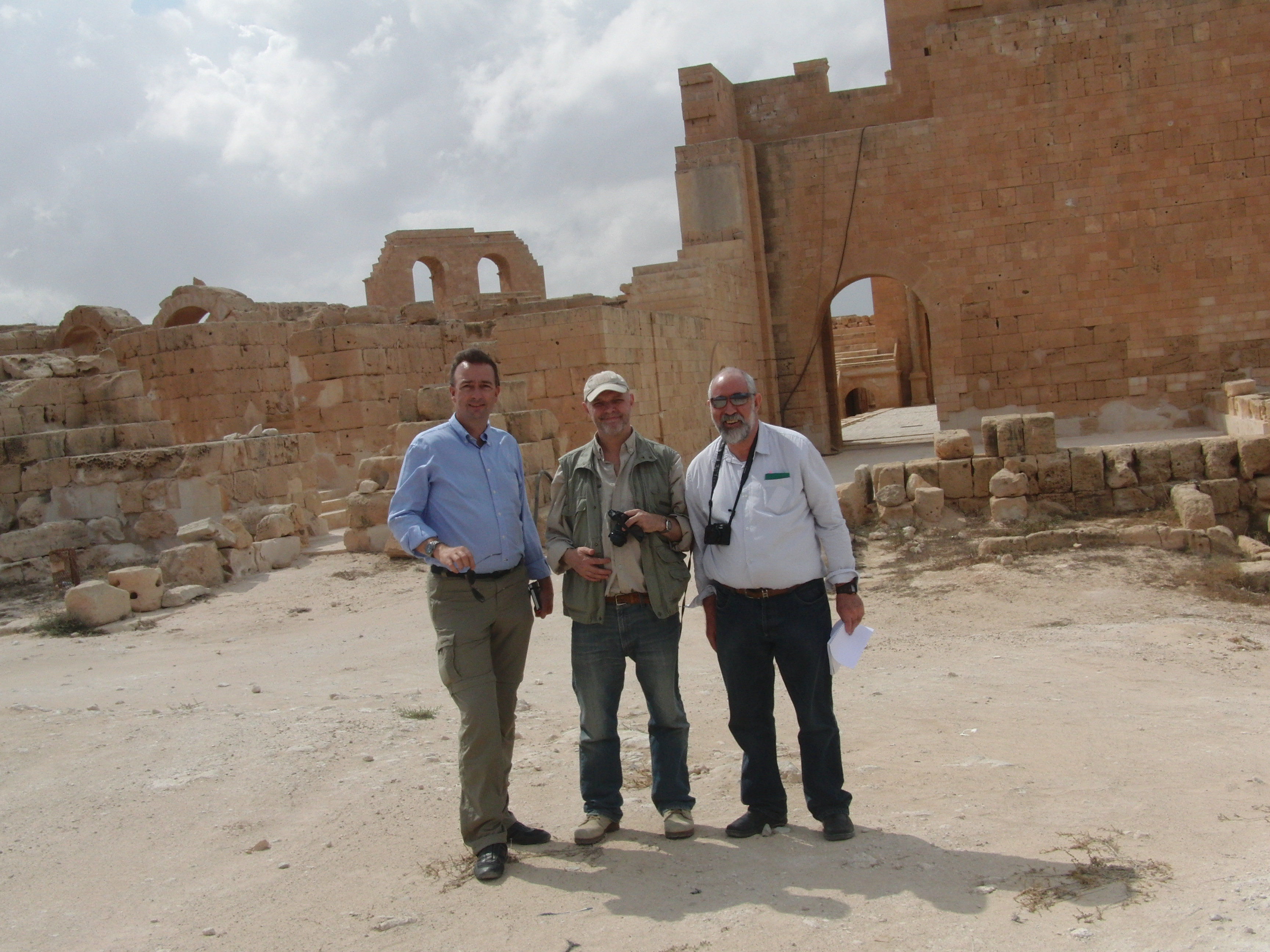
Karl von Habsburg, într-o misiune de investigare a Blue Shield International în Libia

Protecția moștenirii culturale ar trebui, de asemenea, să păstreze memoria culturală deosebit de sensibilă, diversitatea culturală în creștere și baza economică a unui stat, a unei municipalități sau a unei regiuni. Prin care există, de asemenea, o legătură între perturbarea utilizatorilor culturali sau moștenirea culturală și cauza zborului. Dar numai printr-o cooperare fundamentală, inclusiv cu unitățile militare și personalul de planificare, cu localnicii, protecția siturilor de patrimoniu mondial, a descoperirilor arheologice, a exponatelor și a siturilor arheologice împotriva distrugerii, jafurilor și jafurilor poate fi implementată în mod durabil. Președintele fondator al Blue Shield International, Karl von Habsburg, a rezumat-o cu cuvintele: „Fără comunitatea locală și fără participanții locali, asta ar fi complet imposibil”.

## Etica și rațiunea conservării culturale
Obiectele fac parte din studiul istoriei umane deoarece oferă o bază concretă pentru idei și le pot valida. Păstrarea lor demonstrează o recunoaștere a necesității trecutului și a lucrurilor care îi spun povestea. În Trecutul este o țară străină, David Lowenthal observă că obiectele conservate validează și amintirile. În timp ce tehnicile de achiziție digitală pot oferi o soluție tehnologică care este capabilă să dobândească forma și aspectul artefactelor cu o precizie fără precedent în istoria umanității, actualitatea obiectului, spre deosebire de o reproducere, atrage oamenii și le oferă un mod literal de a atinge trecutul. Acest lucru reprezintă un pericol deoarece locurile și lucrurile sunt deteriorate de mâinile turiștilor, de lumina necesară pentru a le afișa și de alte riscuri de a face cunoscut și disponibil un obiect. Realitatea acestui risc întărește faptul că toate artefactele sunt într-o stare constantă de transformare chimică, astfel încât ceea ce este considerat a fi conservat se schimbă de fapt – nu mai este niciodată așa cum a fost odinioară. În mod similar, se schimbă valoarea pe care fiecare generație o poate acorda trecutului și artefactelor care îl leagă de trecut.
Egalitatea sau inseparabilitatea conservării culturale și a protecției vieții umane a fost argumentată de mai multe agenții și scriitori, de exemplu, a declarat fostul președinte francez François Hollande în 2016:
„Responsabilitatea noastră este să salvăm vieți si de asemenea, să salvăm pietre - nu avem o alegere de făcut, pentru că astăzi ambele sunt distruse.”
[[Fișier:Responsible_development.webm|miniatura| Societatea Kautilya din Varanasi - Când protecția patrimoniului devine o luptă pentru legalitate și participare → „Mă hărțuiesc pentru că cer implicarea societății civile în politicile publice și pun în lumină folosirea abuzivă a privilegiilor”]
Civilizațiile clasice, în special cele indiene, au atribuit o importanță supremă păstrării tradiției. Ideea sa centrală a fost că instituțiile sociale, cunoștințele științifice și aplicațiile tehnologice trebuie să folosească „moștenirea” ca „resurse”. Folosind limbajul contemporan, am putea spune că vechii indieni considerau, ca resurse sociale, atât bunuri economice (cum ar fi resursele naturale și structura de exploatare a acestora), cât și factorii de promovare a integrării sociale (cum ar fi instituțiile pentru păstrarea cunoștințelor și pentru menținerea ordinii civile). Etica a considerat că ceea ce a fost moștenit nu trebuie consumat, ci trebuie predat, eventual îmbogățit, generațiilor succesive. Acesta a fost un imperativ moral pentru toți, cu excepția stadiului final al vieții de sannyasa, perioadă reprezentată de ultimii ani din viață.
Ceea ce o generație consideră „moștenire culturală” poate fi respins de generația următoare, pentru a fi reînviat de o generație ulterioară. 

## Mișcarea de patrimoniu mondial

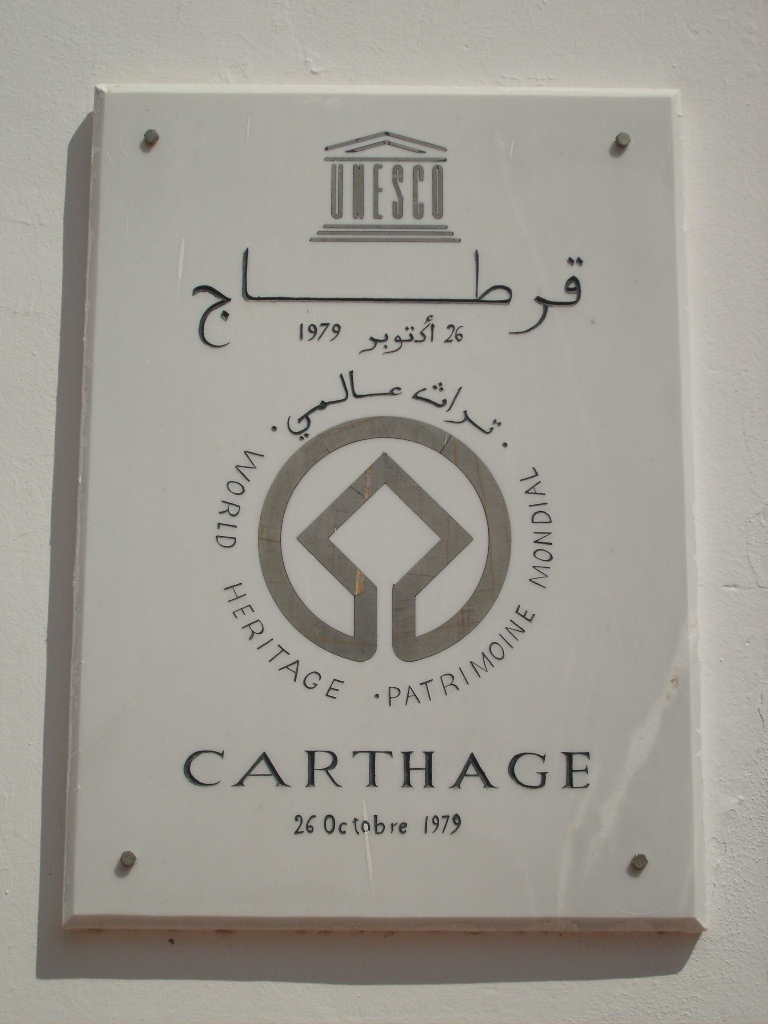
Placă care afirmă desemnarea Cartaginei ca sit al Patrimoniului Mondial.

Semnificativă a fost Convenția privind protecția patrimoniului mondial, cultural și natural, care a fost adoptată de Conferința Generală a UNESCO în 1972. În 2011, există 936 de situri ale patrimoniului mondial : 725 de proprietăți culturale, 183 naturale și 28 de proprietăți mixte, în 153 de țări. Fiecare dintre aceste site-uri este considerat important pentru comunitatea internațională.
Patrimoniul cultural subacvatic este protejat de Convenția UNESCO privind protecția patrimoniului cultural subacvatic. Această convenție este un instrument juridic care ajută statele părți să îmbunătățească protecția patrimoniului lor cultural subacvatic.
În plus, UNESCO a început să desemneze capodopere ale patrimoniului oral și imaterial al umanității. Comitetul pentru Drepturi Economice, Sociale și Culturale, care stă în cadrul Consiliului Economic și Social al Națiunilor Unite, cu articolul 15 din Pactul său, a încercat să insufle principiile conform cărora moștenirea culturală este protejată ca parte a unui drept fundamental al omului.
Documentele și organismele internaționale cheie includ:
- Carta de la Atena, 1931
- Pactul Roerich, 1935
- Convenția de la Haga pentru protecția proprietății culturale în caz de conflict armat, 1954, (cu o definiție a elementului de patrimoniu cultural adoptată de unele legi naționale)
- Carta de la Veneția, 1964
- Carta Barcelona, 2002 (privind conservarea navelor maritime)
- ICOMOS
- The Blue Shield, o rețea de comitete de persoane dedicate din întreaga lume, care „ se angajează să protejeze bunurile culturale ale lumii și se preocupă de protecția patrimoniului cultural și natural, material și imaterial, în caz de conflict armat, dezastru natural sau provocat de om ”.
- Institutul Internațional pentru Conservare

Biroul pentru responsabilitatea guvernului SUA a emis un raport care descrie unele dintre eforturile Statelor Unite pentru protecția proprietăților culturale.

## Mișcări de patrimoniu național și regional
[[Fișier:Muisca_Indigenous_Heritage.webm|thumbtime=28|miniatura| Redescoperirea patrimoniului autohton Muisca

 El redescubrimiento de la tradiția indigenă]
[[Fișier:Youth_&_Heritage_-_Sweida_-_Syria.webm|miniatura| Tineretul și patrimoniul în Siria

 Transmiterea valorilor tradiționale]
O mare parte a activității de conservare a patrimoniului se realizează la nivelul național, regional sau local al societății. Diverse regimuri naționale și regionale includ:
- Australia:

Burra Charter
Heritage Overlay în Victoria, Australia
KONS
- Brazilia:

Institutul Național al Patrimoniului Istoric și Artistic
- Canada

Conservarea patrimoniului în Canada
- Chile

Consiliul Monumentelor Naționale (Chile)
- China

Administrația de Stat a Patrimoniului Cultural
- Egipt

Consiliul Suprem al Antichităților
- Estonia

Ministerul Culturii (Estonia)
National Heritage Board (Estonia)
- Ghana

Patrimoniul cultural material al Ghanei
- Honduras

Secretar de stat pentru Cultură, Arte și Sport
- Hong Kong

Conservarea patrimoniului în Hong Kong
- India

Ministerul Culturii (India)
Arhivele Naționale din India
Studiul arheologic al Indiei
Ancheta antropologică din India
Cultura Indiei
Trustul Național Indian pentru Artă și Patrimoniu Cultural
Muzeul National Institutul de Istoria Artei, Conservarii si Muzeologiei
Lista siturilor patrimoniului mondial din India
Rețeaua orașelor de patrimoniu indian, Mysore
Structuri de patrimoniu în Hyderabad
- Iran

Organizația Patrimoniului Cultural, Meșteșugurilor și Turismului
- Japonia

Proprietăți culturale ale Japoniei
- Kenya

Muzeele Naționale din Kenya
Programul Inventare Internaționale
- Macedonia de Nord

Institutul pentru Protecția Monumentelor Culturale
- Malaezia

Legea Patrimoniului National
- Namibia

Consiliul Național al Patrimoniului din Namibia
Consiliul Monumentelor Naționale
- Noua Zeelandă

Trust pentru locurile istorice din Noua Zeelandă
- Pakistan

Muzeul de Artă și Istorie Culturală din Lahore
Muzeul Patrimoniului Lok Virsa
Muzeul Național al Pakistanului
Monumentul și Muzeul Patrimoniului Pakistanului
- Filipine

Comisia Națională pentru Cultură și Arte
Comisia Națională de Istorie a Filipinelor
- Polonia

- Serbia

- Africa de Sud

Agenția pentru resursele patrimoniului din Africa de Sud
Autoritățile provinciale privind resursele de patrimoniu
Amafa aKwaZulu-Natali
Heritage Western Cape
Northern Cape Heritage Resources Authority
Consiliul Monumentelor Naționale
Comisia Monumentelor Istorice
- Regatul Unit

Conservarea în Regatul Unit
Patrimoniul englez
Arhiva patrimoniului englez
National Trust
Cadw
Agenția de Mediu din Irlanda de Nord
Mediul istoric Scoția
National Trust for Scotland
- Statele Unite ale Americii

Serviciul Parcului Național
Registrul național al locurilor istorice
Sit istoric național (Statele Unite ale Americii)
Lista memorialelor naționale ale Statelor Unite
Parcul Militar Național
- Zambia

Comisia Națională pentru Conservarea Patrimoniului
Consiliul National al Muzeelor
- Zimbabwe

Monumentele naționale din Zimbabwe

## Probleme legate de patrimoniul cultural

Emblema folosită pentru a identifica în mod clar bunurile culturale aflate sub protecția Convenției de la Haga din 1954, privind bunurile culturale în timpul conflictelor armate.

Problemele și dimensiunile filosofice, tehnice și politice largi ale patrimoniului cultural includ:
- Repatrierea patrimoniului cultural
- Managementul patrimoniului cultural
- Legea proprietatii culturale
- Turism de patrimoniu
- Moștenire virtuală
- Conservare durabilă
- Schimbările climatice și patrimoniul mondial

## Managementul patrimoniului cultural
Problemele legate de managementul patrimoniului cultural includ:
- Expoziție de obiecte de patrimoniu cultural
- Radiografia obiectelor culturale
- Depozitarea obiectelor de patrimoniu cultural
- Întreținerea colecțiilor
- Pregătirea pentru dezastre

## Conservarea digitală a patrimoniului cultural
Prin urmare, există o nevoie din ce în ce mai mare de a digitiza moștenirea culturală pentru a le conserva în fața unor potențiale calamități precum schimbările climatice, dezastrele naturale, politicile slabe sau infrastructura inadecvată. De exemplu, Biblioteca Congresului a început să-și digitalizeze colecțiile într-un program special numit National Digital Library Program. Smithsonianul și-a digitalizat în mod activ colecția odată cu lansarea „Smithsonian X 3D Explorer”, permițând oricui să se implice cu versiunile digitalizate ale milioanelor de artefacte ale muzeului, dintre care doar două procente sunt expuse.
Dispozitivele de scanare 3D au devenit o realitate practică în domeniul conservării patrimoniului. Scanerele 3D pot produce un model de referință digital de înaltă precizie care nu numai că digitalizează starea, ci oferă și un model virtual 3D pentru replicare. Costul ridicat și complexitatea relativă a tehnologiilor de scanare 3D au făcut-o destul de nepractică pentru multe instituții de patrimoniu în trecut, dar acest lucru se schimbă, pe măsură ce tehnologia avansează și costurile sale relative sunt în scădere pentru a ajunge la un nivel în care pot fi utilizate chiar și aplicațiile de scanare bazate pe dispozitive mobile. pentru a crea un muzeu virtual.
Există încă un nivel scăzut de arhivare digitală a datelor arheologice obținute prin săpături, chiar și în Marea Britanie, unde arhiva digitală principală pentru arheologie, Serviciul de date arheologice, a fost înființată în anii 1990. De pe tot globul, țările se află în diferite etape de a se ocupa de arhivele arheologice digitale, toate se ocupă de diferențe în ceea ce privește cerințele statutare, proprietatea legală a arhivelor și infrastructură.

### Metode digitale în conservare
- DigiCULT
- ERPANET
- Probleme de proprietate intelectuală în patrimoniul cultural (IPinCH)
- fr⁠(MICHAEL (webportal))[(webportal)&page=MICHAEL+%28Portal%29&targettitle=de traduceți]